# Juan Francisco de la Bodega y Quadra
Juan Francisco de la Bodega y Cuadra (Lima, 3 de junho de 1744 — Ciudad de México, 26 de março de 1794) foi um oficial da Armada Espanhola, de origem criola, que se distiguiu ao comando de uma expedição que saindo do porto de San Blas, no actual estado de Nayarit, México, entre 1774 e 1788 explorou toda a costa noroeste da América do Norte até ao Alaska.